# Luleå studentkår
Luleå Studentkår är en av två studentkårer vid Luleå tekniska universitet. Studentkåren, som är medlem i Sveriges förenade studentkårer och är representerad i universitetets styrelse, arbetar för att studenter som läser vid Luleå tekniska universitet ska få en kvalitetsfylld utbildning, en stimulerande studiesocial miljö samt goda kontakter med omvärld och arbetsmarknad. I början av år 2023 hade Luleå studentkår 4 702 medlemmar.
Luleå studentkår bildades 2002 när dåvarande Studentkåren Unitas (för samhällsvetare) och Pedagogkåren (för lärarstuderande) gick samman. Båda två kårerna härrörde från den i början av 1980-talet bildade Ekonomkåren

## Organisation

### Ledning
I Luleå studentkår sker medlemmarnas inflytande genom sektionerna: sektionerna utser representanter i kårfullmäktige, som är studentkårens högsta beslutande organ. Sektionernas ordförande får inte väljas till ledamot i kårfullmäktige.
Kårstyrelsen är kårens styrande organ under de perioder där kårfullmäktige ej är sammankallat och är den operativa delen av kåren. Kårstyrelsen väljs av kårfullmäktige
Det dagliga arbetet sker av en vald ledningsgrupp. Dessa personer är heltidsarvoderade och har alla olika roller.
Bland tidigare ordförande märks Erika Holm, numera Erika Svanström som var ordförande under läsåret 2004/2005.

### Sektioner
I Luleå studentkår finns fyra sektioner, som huvudsakligen arbetar för kvalitén på sina medlemmars utbildningar samt sociala aktiviteter. Dessa sektioner är:
- Ekonomsektionen (Eksek)
- ESS sektionen
- Sektionen för Hälsa och Lärande (SHoL)
- Piteå Studentsektion (PiSt)

#### Ekonomsektionen i Luleå
Ekonomsektionen är medlem i Sveriges ekonomföreningars riksorganisation. Sektionen bedriver bland annat utbildningsbevakning, sociala aktiviteter samt kontinuerlig kontakt med lokalt samt nationellt näringsliv. Föreningen bildades år 2000.
Arbetet inom sektionen är fördelat mellan fem utskott: sociala utskottet, marknadsföringsutskottet, utbildningsutskottet, finansutskottet och näringslivsutskottet.
Bland årligen återkommande arrangemang återfinns:
- L.U.S.S.E-Sittningen
- Ekonomsektionens Framtidskväll
- Karriärskvällen
- Livet är underbart-sittningen

ESS Sektionen
Sektionen bildades 2023 när dåvarande SvF och SnS slogs samman. ESS jobbar främst med att främja studietiden och att hålla kvalitén på utbildningarna hög.
ESS står för "Estetik, System och Samhälle" och täcker programen digital tjänsteutveckling, grafisk design, psykologi, rättsvetenskap, sociologi, statsvetenskap och systemvetenskap.

#### Piteå studentsektion
I samband med kårobligatoriets avskaffande 2010 inkorporerades Piteå studentkår och blev en sektion i Luleå studentkår. Piteå studentsektion organiserar studenterna på utbildningarna som finns på universitetets campus i Piteå (tidigare Musikhögskolan i Piteå).